# Хеннеман, Курт
Курт Хеннеман (нем. Kurt Hennemann; 12 февраля 1919, Крайсфельд, ныне в составе Хергисдорфа — 24 октября 1970) — немецкий дирижёр.
Сын валторниста. С 1933 года учился игре на валторне у Вильгельма Гассера в Магдебурге. В оркестре Магдебургского городского театра играл как дополнительный музыкант на валторне и бас-тубе. Зимой 1945 года был призван в вермахт, 4 марта сдался в плен и в результате оказался интернирован в лагере для военнопленных в Бетюне. Провёл в лагере около трёх лет, организовав, в свободное от работы на угольной шахте время, оркестр из числа заключённых и поставив с этим оркестром оперетту собственного сочинения «Пушки вокруг Барбары» (нем. Kanonen um Barbara).
В 1948 году вернулся в Германию и был назначен дирижёром Общественного оркестра Объединения свободных немецких профсоюзов в Шёнебеке (ныне Среднегерманский камерный филармонический оркестр), которым руководил до конца жизни. С 1951 года музикдиректор Шёнебека. По случаю 150-летия курорта в пригороде Шёнебека Бад-Зальцельмене написал ораторию «Сконебеке» (нем. Skonebeke), излагающую историю города.
Сын, Микки Хеннеман (род. 1956) — рок-музыкант, лидер шёнебекской группы Gottes Vieh (с нем. — «Божий скот»).